# Государственная премия РСФСР имени братьев Васильевых

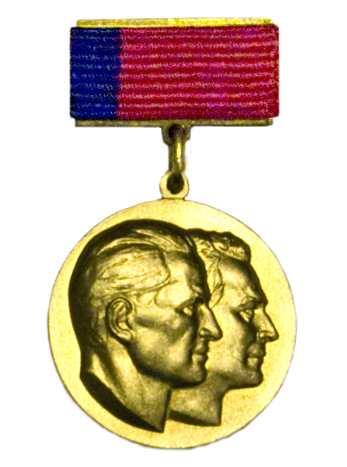
Медаль лауреата Государственной премии РСФСР имени братьев Васильевых

Государственная премия РСФСР имени братьев Васильевых (1965—1990) — ежегодная государственная премия, учреждённая Советом Министров РСФСР в 1965 году. Три премии имени братьев Васильевых присуждались ежегодно с 1966 по 1990 год за произведения кинематографии во всех видах (художественной, документальной, научно-популярной и мультипликационной), за работы сценаристов, режиссёров, актёров, операторов, художников, звукооператоров и консультантов. Награждённым присваивалось звание «Лауреат Государственной премии РСФСР», а также вручался Почётный знак и диплом.

## Лауреаты Государственной премии РСФСР имени братьев Васильевых

### 1966
1. Храбровицкий, Даниил Яковлевич, автор сценария; Ромм, Михаил Ильич, автор сценария и режиссёр; Лавров, Герман Николаевич, оператор; Колганов, Георгий Николаевич, художник; Баталов, Алексей Владимирович, исполнитель роли Дмитрия Алексеевича Гусева, — за художественный фильм «Девять дней одного года» (1961) производства киностудии «Мосфильм»
2. Симонов, Константин Михайлович, автор сценария; Столпер, Александр Борисович, автор сценария и режиссёр; Олоновский, Николай Владимирович, оператор-постановщик; Папанов, Анатолий Дмитриевич, исполнитель роли Фёдора Фёдоровича Серпилина, — за художественный фильм «Живые и мёртвые» (1964) производства киностудии «Мосфильм»
3. Тяпкин, Фёдор Александрович, режиссёр; Фрадкин, Герман Ефимович, автор сценария; Консовский, Алексей Анатольевич, исполнитель авторского текста, — за научно-популярные фильмы «Рукописи Ленина» (1960), «Знамя партии» (1961), «Ленин. Последние страницы» (1963)

### 1967
1. Шукшин, Василий Макарович, автор сценария и режиссёр; Гинзбург, Валерий Аркадьевич, оператор; Санаев, Всеволод Васильевич, исполнитель роли Ермолая Воеводина, — за художественный фильм «Ваш сын и брат» (1965) производства ЦКДЮФ имени М. Горького
2. Учитель, Ефим Юльевич, Котенко, Илья Михайлович, Блажков, Николай Алексеевич, Гулин, Вячеслав Иванович, Виноградский, Николай Иванович — за документальные фильмы «Русский характер» (1957), «Дочери России» (1959), «Мир дому твоему» (1960), «Песни России» (1963) производства ЛСДФ
3. Клигман, Мария Марковна, Данин, Даниил Семёнович, Жинкин, Николай Иванович, Мандельштам, Евгений Эмильевич, Лебедев, Борис Вениаминович — за научно-популярный фильм «В глубины живого» (1966)

### 1968
1. Левицкий, Николай Алексеевич, режиссёр, — за цикл научно-популярных историко-революционных фильмов: «Во главе государства Советов» (1967), «Вблизи России» (1963), «Александр Ульянов» (1963), «Кровавое воскресенье» (1964) производства студии «Леннаучфильм»
2. Цилинский, Гунар Альфредович, исполнитель роли разведчика Н. И. Кузнецова в художественном фильме «Сильные духом» (1967) производства Свердловской киностудии

### 1969
1. Згуриди, Александр Михайлович, режиссёр; Юрушкина, Нина Андреевна, оператор, — за научно-популярные фильмы «Зачарованные острова» (1965) и «Лесная симфония» (1967)

### 1970
1. Иванов-Вано, Иван Петрович, режиссёр, — за мультипликационные фильмы «В некотором царстве» (1957), «Левша» (1964), «Времена года» (1969)
2. Гайдай, Леонид Иович, режиссёр; Никулин, Юрий Владимирович, актёр, — за участие в создании ряда советских кинокомедий последних лет
3. Чурсина, Людмила Алексеевна — за исполнение ролей Виринеи (фильм «Виринея», 1968), Марфы (фильм «Журавушка», 1968) и Анфисы (фильм «Угрюм-река», 1968)

### 1971
1. Болгарин, Игорь Яковлевич и Северский, Георгий Леонидович, авторы сценария; Ташков, Евгений Иванович, режиссёр; Терпсихоров, Пётр Николаевич, оператор; Соломин, Юрий Мефодьевич, исполнитель роли Павла Андреевича Кольцова, Стржельчик, Владислав Игнатьевич, исполнитель роли Владимира Зеноновича Ковалевского, — за художественный фильм «Адъютант его превосходительства» (1969) производства киностудии «Мосфильм»
2. Кулиджанов, Лев Александрович, режиссёр; Шумский, Вячеслав Михайлович, оператор; Пашкевич, Пётр Исидорович, художник; Тараторкин, Георгий Георгиевич, исполнитель роли Родиона Романовича Раскольникова; Смоктуновский, Иннокентий Михайлович, исполнитель роли Порфирия Петровича, — за художественный фильм «Преступление и наказание» (1969) производства ЦКДЮФ имени М. Горького
3. Русанов, Павел Васильевич, режиссёр-оператор, — за документальный фильм «Была на земле деревня Красуха» (1968), «Герои Людиново (Бессмертная юность)» (1958), «Слово об одной русской матери» (1966), «Сергей Есенин» (1965) производства ЦСДФ

### 1972
1. Долин, Борис Генрихович, режиссёр, — за научно-популярные фильмы «Слепая птица» (1963), «Удивительная история, похожая на сказку» (1966), «Дом Брема» (1968)[источник не указан 560 дней], «Король гор и другие» (1969) производства киностудии «Центрнаучфильм»[источник не указан 560 дней].
2. Фартусов, Фёдор Алексеевич, режиссёр-оператор, — за документальные фильмы «Рыбачка» (1966), «Здесь Отчизна моя» (1970), «Океан — судьба моя» (1972) производства Дальневосточной студии кинохроники.

### 1973
1. Губенко, Николай Николаевич, автор сценария, режиссёр и исполнитель роли Николая Максимовича; Караваев, Элизбар Константинович, оператор; Новодерёжкин, Ипполит Николаевич и Воронков, Сергей Петрович, художники; Глузский, Михаил Андреевич, исполнитель роли Ивана Степановича, — за художественный фильм «Пришёл солдат с фронта» (1971) производства киностудии «Мосфильм»
2. Рыбаков, Анатолий Наумович, автор сценария; Шатров, Игорь Владимирович, режиссёр; Лапиков, Иван Герасимович, исполнитель роли солдата Краюшкина, — за художественный фильм «Минута молчания» (1971) производства ЦКДЮФ имени М. Горького
3. Мордюкова, Нонна Викторовна — за исполнение ролей Федосьи Угрюмовой, Глафиры Дементьевны Огреховой, Дони Трубниковой, Домны Евстигнеевны Белотеловой, Александры Васильевны Потаповой в художественных фильмах «Русское поле» (1971), «Журавушка» (1968), «Председатель» (1964), «Женитьба Бальзаминова» (1964), «Простая история» (1960)

### 1974
1. Лавров, Кирилл Юрьевич — за исполнение роли Андрея Ильича Башкирцева в художественном фильме «Укрощение огня» (1972) производства киностудии «Мосфильм»
2. Матвеев, Евгений Семёнович, актёр, — за создание образа нашего современника в фильмах последних лет

### 1975
1. Бондарев, Юрий Васильевич и Григорьев Евгений Александрович, авторы сценария; Егиазаров, Гавриил Георгиевич, режиссёр; Добронравов, Фёдор Борисович, оператор; Голиков Василий Васильевич, художник; Токарев, Борис Васильевич, исполнитель роли лейтенанта Николая Кузнецова; Жжёнов, Георгий Степанович, исполнитель роли генерала Петра Александровича Бессонова, — за художественный фильм «Горячий снег» (1972) производства киностудии «Мосфильм»
2. Лапшин, Ярополк Леонидович, режиссёр; Лукшин, Игорь Васильевич, оператор, — за художественный фильм «Приваловские миллионы» (1972) производства Свердловской киностудии
3. Зубков, Георгий Иванович, автор сценария; Андриканис, Евгений Николаевич, режиссёр; Степанов, Вячеслав Дмитриевич, оператор, — за документальный телевизионный фильм «Дорогами согласия» (1974) производства ТО «Экран»

### 1976
1. Семёнов (Ляндрес) Юлиан Семёнович, автор сценария; Лиознова Татьяна Михайловна (Моисеевна), режиссёр; Катаев, Пётр Евгеньевич, оператор; Дуленков, Борис Дмитриевич, художник; Тихонов, Вячеслав Васильевич, исполнитель роли Штирлица; Броневой Леонид Сергеевич (Соломонович), исполнитель роли Мюллера, — за 12-серийный телевизионный художественный фильм «Семнадцать мгновений весны» (1973), снятый на ЦКДЮФ имени М. Горького
2. Колосов, Сергей Николаевич, режиссёр; Лямбах, Богуслав , оператор; Карташов, Михаил Николаевич, художник; Касаткина, Людмила Ивановна, исполнительница роли Зинаиды Воробьёвой; Боровский Тадеуш , исполнитель роли Эугениуша Трущиньского, — за художественный фильм «Помни имя своё» (1974) совместного производства киностудии «Мосфильм» и ТО «Иллюзион»
3. Гребнев, Анатолий Борисович, автор сценария; Трегубович, Виктор Иванович, режиссёр; Розовский, Эдуард Александрович, оператор; Гурченко, Людмила Марковна, исполнительница роли Анны Георгиевны Смирновой, — за художественный фильм «Старые стены» (1973) производства киностудии «Ленфильм»

### 1977
1. Бондарчук, Сергей Фёдорович, автор сценария и режиссёр; Юсов, Вадим Иванович, оператор, — за художественный фильм «Они сражались за Родину» (1975) производства киностудии «Мосфильм»
2. Зак Авраам (Авенир) Григорьевич (посмертно) и Кузнецов, Исай Константинович, авторы сценария; Викторов, Ричард Николаевич, режиссёр; Кириллов, Андрей Михайлович, оператор; Загорский, Константин Иванович, художник; Шолина, Вера Александровна, оператор комбинированных съёмок; Ильтяков, Сергей Лаврович, художник комбинированных съёмок, — за художественный фильм-дилогию («Москва — Кассиопея» (1973) и «Отроки во Вселенной» (1974)) производства ЦКДЮФ
3. Добродеев, Борис Тихонович, автор сценария; Калинина Ирина Павловна и Литвяков, Михаил Сергеевич, режиссёры; Александров Юрий Николаевич и Масс, Михаил Вадимович, операторы, — за документальный фильм «Девятая высота» (1976) производства ЛСДФ

### 1978
1. Цвигун, Семён Кузьмич (Семён Днепров), автор сценариев; Гостев, Игорь Аронович, режиссёр; Харитонов Александр Васильевич, оператор; Самулекин, Александр Дмитриевич, художник; Жаков, Олег Петрович, исполнитель роли деда Матвея; Ледогоров, Игорь Вадимович, исполнитель роли; Польских, Галина Александровна, исполнительница роли Зины, — за художественный фильм «Фронт за линией фронта» (1977) производства киностудии «Мосфильм»
2. Рычков Борис Николаевич, режиссёр; Максимов, Лев Алексеевич, оператор — за полнометражные документальные фильмы «Поэма о рабочем классе» (1971), «Личная ответственность» (1972), «Интернациональный долг» (1974), «Шаги истории» (1976), «Великая армия труда» (1977) производства ЦСДФ
3. Сейфуль-Мулюков, Фарид Мустафьевич, автор сценариев; Горбачёв, Борис Алексеевич, режиссёр; Чернятин, Юлий Васильевич, оператор, — за полнометражные телевизионные фильмы «Они завоевали свободу. Хроника Алжира», «Ближний Восток: время испытаний» производства ТО «Экран»

### 1979
1. Брагинский Эммануэль (Эмиль) Вениаминович, автор сценария; Рязанов, Эльдар Александрович, автор сценария и режиссёр; Нахабцев, Владимир Дмитриевич, оператор; Мягков, Андрей Васильевич, исполнитель роли Анатолия Ефремовича Новосельцева; Басилашвили, Олег Валерианович, исполнитель роли Юрия Григорьевича Самохвалова; Ахеджакова, Лия Меджидовна, исполнительница роли секретарши Верочки, — за художественный фильм «Служебный роман» (1977) производства киностудии «Мосфильм»
2. Беляев, Игорь Константинович, режиссёр, — за документальные телевизионные фильмы «Шахтёры» (1972), «Макаровы» (1977), «Частная хроника времён войны» (1978) производства ТО «Экран»
3. Когай, Валерий Фёдорович (посмертно), автор сценария и режиссёр; Гвишиани, Джермен Михайлович, гл. консультант; Голубев, Евгений Михайлович, гл. оператор, — за полнометражный научно-популярный фильм «Дорогами НТР» (1976) производства киностудии ЛКНПФ

### 1980
1. Чаковский, Александр Борисович и Витоль, Арнольд Янович, авторы сценария; Ершов, Михаил Иванович, режиссёр; Назаров Анатолий Михайлович, оператор; Иванов Михаил Ефимович, художник; Баснер, Вениамин Ефимович, композитор; Лебедев, Евгений Алексеевич, исполнитель роли Ивана Максимовича Королёва, — за 4-серийный цветной художественный фильм «Блокада» (1973, 1977) производства киностудии «Ленфильм»
2. Месяцев, Евгений Алексеевич, автор сценария; Малюков, Андрей Игоревич, режиссёр; Богданов, Игорь Валентинович, оператор; Волонтир (Михай) Михаил Ермолаевич, исполнитель роли прапорщика Волентира, — за художественный фильм «В зоне особого внимания» (1977) производства киностудии «Мосфильм»
3. Шимановский, Георгий Львович, автор сценариев; Литовчин, Михаил Аронович, режиссёр; Горемыкин, Вилий Петрович, оператор, — за цикл документальных телефильмов: «Русское поле», «Трудная земля», «Обновление», «Первые всходы», «Вторая целина», «Дом за околицей» производства ЦТ СССР

### 1981
1. Володин (Лифшиц) Александр Моисеевич, автор сценария; Данелия, Георгий Николаевич, режиссёр; Вронский, Сергей Аркадьевич, оператор; Шенгелия, Леван Александрович и Немечек, Элеонора Константиновна, художники; Гундарева, Наталья Георгиевна, исполнительница роли Нины Евлампьевны Бузыкиной; Неёлова, Марина Мстиславовна, исполнительница роли Аллы Михайловны; Леонов, Евгений Павлович, исполнитель роли Василия Игнатьевича Харитонова, — за художественный фильм «Осенний марафон» (1979) производства киностудии «Мосфильм»
2. Ревенко, Аркадий Георгиевич, автор сценария, Садковой, Александр Николаевич, режиссёр, Ёркин, Виктор Михайлович, оператор; Петрова, Ада Викторовна, автор сценария, Егорычева, Нинель Дмитриевна, режиссёр, — за телевизионные документальные фильмы-портреты наших современников «Фронтовики» и «Мальцев из деревни Мальцево» производства ТО «Экран» и Центрального телевидения Гостелерадио
3. Стремяков, Анатолий Степанович, режиссёр-оператор, — за полнометражные хроникально-документальные фильмы «Урал. Металл. Наука», «Это Сибирь», «Красноярцы» производства Свердловской киностудии

### 1982
1. Скоп, Юрий Сергеевич, автор сценария; Басов, Владимир Павлович, автор сценария и режиссёр-постановщик; Миньковецкий, Илья Соломонович, оператор; Мартынов, Андрей Леонидович, исполнитель роли Алексея Егоровича Кряквина, — за 2-серийный художественный фильм «Факты минувшего дня» (1981) производства киностудии «Мосфильм»
2. Денисенко, Григорий Фёдорович, режиссёр; Егоров, Георгий Константинович, оператор, — за документальные фильмы «Ради жизни на земле» и «Спросите вы у матерей»; Ножкин, Михаил Иванович, автор сценария, — за документальный фильм «Ради жизни на земле»; Иващенко, Анатолий Захарович, автор сценария; Лаврентьев, Клим Анатольевич, режиссёр, — за документальный полнометражный фильм «Сотворение хлеба» производства Ростовской-на-Дону студии кинохроники
3. Дружинин, Александр Николаевич, Зорин, Валентин Сергеевич, авторы сценария и ведущие; Хухриков, Андрей Серафимович, режиссёр; Долина, Виталий Иванович, оператор, — за документальный полнометражный телевизионный фильм «Соль земли американской» производства ТО «Экран»

### 1983
1. Ардаматский, Василий Иванович, автор сценария, Орлов, Марк Евсеевич, автор сценария и режиссёр, Зельма Тамерлан Георгиевич, оператор, Цинёв, Георгий Карпович, гл. консультант, — за 6-серийный телевизионный художественный фильм «Синдикат-2» (1980) производства ТО «Экран»; Никулин Григорий Георгиевич, режиссёр, Багаев, Иван Михайлович, оператор, Носырев, Даниил Павлович, гл. консультант, Козаков, Михаил Михайлович, исполнитель роли Ф. Э. Дзержинского, Головин Владимир Иванович, исполнитель роли Б. В. Савинкова, — за 4-серийный телевизионный художественный фильм «20 декабря» (1981) производства киностудии «Ленфильм»
2. Лысяков, Геннадий Никифорович, режиссёр-оператор, — за документальные фильмы о Камчатке: «Где рождается утро», «Здесь начинается Россия», «Азбука на снегу», «Вулканы Камчатки», «Поле Виктора Курьянова» производства Дальневосточной студии кинохроники
3. Дьяченко (Михайлов) Валентин Михайлович, автор сценария; Бабич, Искра Леонидовна, автор сценария и режиссёр; Зайцев, Сергей Алексеевич, оператор; Михайлов Александр Яковлевич, исполнитель роли Павла Матвеевича Зубова; Глебов, Пётр Петрович, исполнитель роли Матвея Зубова, — за художественный фильм «Мужики!» (1981) производства киностудии «Мосфильм»

### 1984
1. Миндадзе, Александр Анатольевич, автор сценария; Абдрашитов, Вадим Юсупович, режиссёр; Невский, Юрий Анатольевич, оператор; Толкачёв, Александр Никитович, художник; Борисов (Альберт) Олег Иванович, исполнитель роли следователя Германа Ивановича Ермакова, — за художественный фильм «Остановился поезд» (1982) производства киностудии «Мосфильм»
2. Марков, Георгий Мокеевич и Шим (Шмидт) Эдуард Юрьевич, авторы сценария; Иванчук, Юрий Георгиевич, режиссёр; Бирюков, Владлен Егорович, исполнитель роли майора Павла Тихонова; Потапов, Александр Сергеевич, исполнитель роли Терентия Шлёнкина, — за художественный фильм «Приказ: Перейти границу» (1982) производства ЦКДЮФ имени М. Горького
3. Белинский, Александр Аркадьевич, автор сценария и режиссёр; Васильев, Владимир Викторович, режиссёр, балетмейстер и исполнитель роли Петра Леонтьевича; Маранджян, Генрих Саакович, оператор; Максимова, Екатерина Сергеевна, исполнительница заглавной роли; Абайдулов, Гали Мягазович, исполнитель роли Модеста Алексеевича — за фильм-балет «Анюта» (1981) производства студии «Лентелефильм»

### 1985
1. Гурин, Илья Яковлевич, автор сценария и режиссёр; Давыдов, Евгений Николаевич, оператор; Попов, Александр Леонович, художник; Золотухин, Дмитрий Львович, исполнитель роли Петра I; Невзоров, Борис Георгиевич, исполнитель роли Ивана Савватеевича Рябова; Старчиков, Степан Сергеевич, исполнитель роли Сильвестра Петровича Иевлева, — за 9-серийный телевизионный художественный фильм «Россия молодая» (1981,1982) производства ЦДКЮФ имени М. Горького
2. Панфилов, Глеб Анатольевич, автор сценария и режиссёр; Калашников Леонид Иванович, оператор; Скоробогатов, Николай Аркадьевич, исполнитель роли Прохора Борисовича Храпова; Теличкина, Валентина Ивановна, исполнительница роли Анны Оношенковой; Чурикова, Инна Михайловна, исполнительница заглавной роли, — за художественный фильм «Васса» (1982) производства киностудии «Мосфильм»
3. Коновалов, Владимир Фёдорович, автор сценариев и режиссёр, — за документальные фильмы, посвящённые Нечернозёмной зоне РСФСР, «Человек на земле», «Войди в дом крестьянина», «Заботы наши земные» производства ЦСДФ; Луньков, Дмитрий Алексеевич, автор сценариев и режиссёр, — за хроникально-документальные телефильмы «Страница», «Куриловские калачи», «Николай Кулешов. Моя председательская жизнь», «Чего не хватает Донгузу?», «Из жизни молодого директора» производства комитета по телевидению и радиовещанию Саратовского облисполкома.

### 1986
1. Володарский, Эдуард Яковлевич, автор сценария, Герман Алексей Георгиевич, режиссёр; Федосов, Валерий Иванович, оператор; Пугач, Юрий Яковлевич, художник; Болтнев, Андрей Николаевич, исполнитель заглавной роли; Русланова, Нина Ивановна, исполнительница роли Наташи Адашовой, — за художественный фильм «Мой друг Иван Лапшин» (1984) производства киностудии «Ленфильм»
2. Райзман, Юлий Яковлевич, режиссёр; Лапшина, Татьяна Александровна, художник; Алентова, Вера Валентиновна, исполнительница роли Светланы Васильевны, — за художественный фильм «Время желаний» (1984) производства киностудии «Мосфильм»
3. Белянкин, Юрий Николаевич, автор сценария, режиссёр, оператор; Бобков, Сергей Филиппович, автор сценария; Золотов, Андрей Андреевич, автор сценария; Сеткин, Владимир Павлович, оператор, — за телевизионные документальные фильмы «Воскреси — своё дожить хочу!», «Владимир Маяковский», «Композитор Шостакович», «Один час с Леонидом Леоновым» производства ТО «Экран»; Виноградов, Владислав Борисович, автор сценариев, режиссёр и оператор, — за телевизионные документальные фильмы «Элегия», «Я возвращаю ваш портрет», «Мои современники» производства «Лентелефильм».

### 1987
1. Лопушанский, Константин Сергеевич, автор сценария и режиссёр; Рыбаков, Вячеслав Михайлович и Стругацкий, Борис Натанович, авторы сценария; Покопцев, Николай Иванович, оператор; Амшинская, Елена Борисовна и Иванов, Виктор Борисович, художники; Гавриченко, Леонид Васильевич, звукооператор; Быков Роланд Анатольевич, исполнитель роли Профессора, — за художественный фильм «Письма мёртвого человека» (1986) производства киностудии «Ленфильм»
2. Марьямов, Александр Александрович, автор сценария; Габрилович, Алексей Евгеньевич, режиссёр, — за цикл телевизионных документальных фильмов «Цирк нашего детства» (1983), «Футбол нашего детства» (1985), «Кино нашего детства» (1986) производства ТО «Экран»
3. Багирян, Рубен Григорьевич, автор сценария; Оганов, Рафаэль Гегамович, главный научный консультант; Чигинский, Валерий Андреевич (посмертно), режиссёр; Балашов, Борис Васильевич и Пресняков, Владимир Иванович, операторы, — за цикл научно-популярных фильмов «Двадцать микрон пространства», «Глазами одного пациента», «Город кардиологов» производства студии «Леннаучфильм»

### 1988
1. Бородянский, Александр Эммануилович, автор сценария; Шахназаров, Карен Георгиевич, режиссёр; Немоляев, Николай Владимирович, оператор; Форостенко, Константин Николаевич, художник; Артемьев, Эдуард Николаевич, композитор, — за художественный фильм «Курьер» (1986) производства киностудии «Мосфильм»
2. Назаров, Эдуард Васильевич, режиссёр, — за мультипликационные фильмы «Жил-был пёс» (1982), «Путешествие муравья» (1983), «Про Сидорова Вову» (1985) производства киностудии «Союзмультфильм»

### 1989
1. Швейцер, Михаил Абрамович, автор сценария и режиссёр; Милькина, София Абрамовна, режиссёр; Агранович, Михаил Леонидович, оператор; Лемешев, Игорь Павлович, художник; Фёдоров, Евгений Львович, звукорежиссёр; Янковский, Олег Иванович, исполнитель роли Василия Позднышева, — за художественный фильм «Крейцерова соната» (1987) производства киностудии «Мосфильм»
2. Попов Владимир Иванович (посмертно), режиссёр, — за мультипликационные фильмы «Трое из Простоквашино» (1978), «Каникулы в Простоквашино» (1980), «Зима в Простоквашино» (1984) производства киностудии «Союзмультфильм»
3. Мирошниченко, Сергей Валентинович, режиссёр; Смирнов Евгений Леонидович, оператор; Булгакова, Оксана Сергеевна, автор сценария, — за документальный фильм «А прошлое кажется сном…» производства Свердловской киностудии

### 1990
1. Бортко, Владимир Владимирович, режиссёр; Евстигнеев, Евгений Александрович, исполнитель роли Филиппа Филипповича Преображенского; Толоконников, Владимир Алексеевич, исполнитель роли Полиграфа Полиграфовича Шарикова, — за 2-серийный телевизионный художественный фильм «Собачье сердце» (1988) производства киностудии «Ленфильм»
2. Клепиков Юрий Николаевич, автор сценария; Михалков-Кончаловский Андрей Сергеевич, режиссёр; Рерберг, Георгий Иванович, оператор; Ромадин, Михаил Николаевич, художник; Саввина, Ия Сергеевна, исполнительница заглавной роли, — за художественный фильм «История Аси Клячиной, которая любила, да не вышла замуж» (1966) производства киностудии «Мосфильм»

## Примечание
1. В Постановлении 1990 года номинация премии указана как «в области кино и телевидения» без упоминания имён братьев Васильевых